# Shanghai, New York
《Shanghai, New York》是香港歌手羅文生平最後一張非精選性質的音樂專輯，大樂團爵士樂隊編制，於2000年經英皇娛樂推出，由江港生監製。

## 背景
其時香港流行樂壇風行電子音樂，久沒發行專輯的羅文不想跟隨，在英皇娛樂老闆楊受成支持下，一圓多年的夢想：以爵士樂改編老上海經典歌曲。
羅文赴紐約與大樂團爵士樂隊（當地20個爵士樂手和6個黑人和聲歌手）錄製專輯。考慮一般聽眾不太了解爵士樂，選取較容易讓人接受的經典舊曲而非新歌，目標受眾是「中老年和喜歡爵士樂的青年」。為了創新和擺脫原曲的影響，編曲者選用外國人。專輯以現場收音方式錄製，每首歌只錄兩遍。混音亦在紐約的錄音室進行，然後經日本MasterSonic聲音處理，並以24K金碟規格發行。《我要你的愛》、《夜上海》、《等著你回來》拍攝了音樂特輯形式的音樂錄影帶，收錄在附贈的DVD內。據報導《Shanghai, New York》的製作費達200萬港元，是當時香港樂壇史上製作成本最高的專輯。
羅文表示最喜歡《南泥灣》一曲，這首中國民謠是他從小就喜歡的，而改編此曲是「很好的挑戰」。

## 評價
《Shanghai, New York》的製作水準受到普遍好評。星島日報亦讚賞羅文以路易斯·阿姆斯特朗式的唱腔演繹部分歌曲，但對其連續多張專輯都是翻唱舊歌略有微言。雜誌《發燒音響》的大草認為選曲具心思，《情人的眼淚》、《南泥灣》等「改成Big Band形式的爵士節奏……有著很強烈的新鮮感，卻又不失原曲的音樂韻味」。《壹本便利》的樂評人林木森認為歌曲「編曲得沒有原版的影子」，「羅文有很多低音的發揮」。《忽然一周》的樂評人唐士龍則批評專輯「只得一個美麗的空殼，欠缺了靈魂」，特別是《情人的眼淚》只有技巧欠缺感情，並較喜歡《假正經》、《我要你的愛》等切合羅文妖嬈特質的歌曲。

## 曲目
| 曲序 | 曲目       |        | 作曲                      | 时长 |
| ---- | ---------- | ------ | ------------------------- | ---- |
| 1.   | 夜上海     | 楊彥岐 | 陳歌辛                    | 2:53 |
| 2.   | 愛神的箭   | 陳蝶衣 | 黎錦光                    | 2:43 |
| 3.   | 給我一個吻 | 李隽青 | Earl Shuman、Alden Shuman | 4:09 |
| 4.   | 我要你的愛 | 姚敏   | Jon Hendricks             | 2:58 |
| 5.   | 情人的眼淚 | 陳蝶衣 | 姚敏                      | 2:59 |
| 6.   | 南泥灣     | 賀敬之 | 馬可                      | 3:27 |
| 7.   | 今天不回家 | 古月   | 古月                      | 3:09 |
| 8.   | 等著你回來 | 嚴折西 | 嚴折西                    | 2:14 |
| 9.   | 三年       | 李雋青 | 姚敏                      | 4:13 |
| 10.  | 假正經     | 葉逸芳 | 黎錦光                    | 3:00 |

## 製作群
| - Chris Jaudes：首席小號手 - Scott Hurrell、Jon Owens、Elaine Boa：小號、柔音號 - Rock cicearone、Matthew Ingman：低音長號、大號 - Patrick Halloran、John Fedchock：長號 - Chris Kerlic：上低音薩克斯、低音單簧管 - Ben Kono：薩克斯、木管 - Peter H. Hess：薩克斯、長笛、單簧管 - Mike Milliores：薩克斯、長笛 - Dave Rickenberg：薩克斯、長笛、中音長笛 | - Diana Herold：顫音琴 - Tim Harrison：鋼琴 - Cliff Schmitt：原聲貝斯 - Thomas Guarna：結他、班卓琴 - Bob Devos：結他 - Grusha Alexieu：鼓組 - Linda Twine：和聲團組織者 - Teresa B. Parker、Inaya Day、Victor Cook：和聲歌手 |